# Escuelas Pías (Archidona)

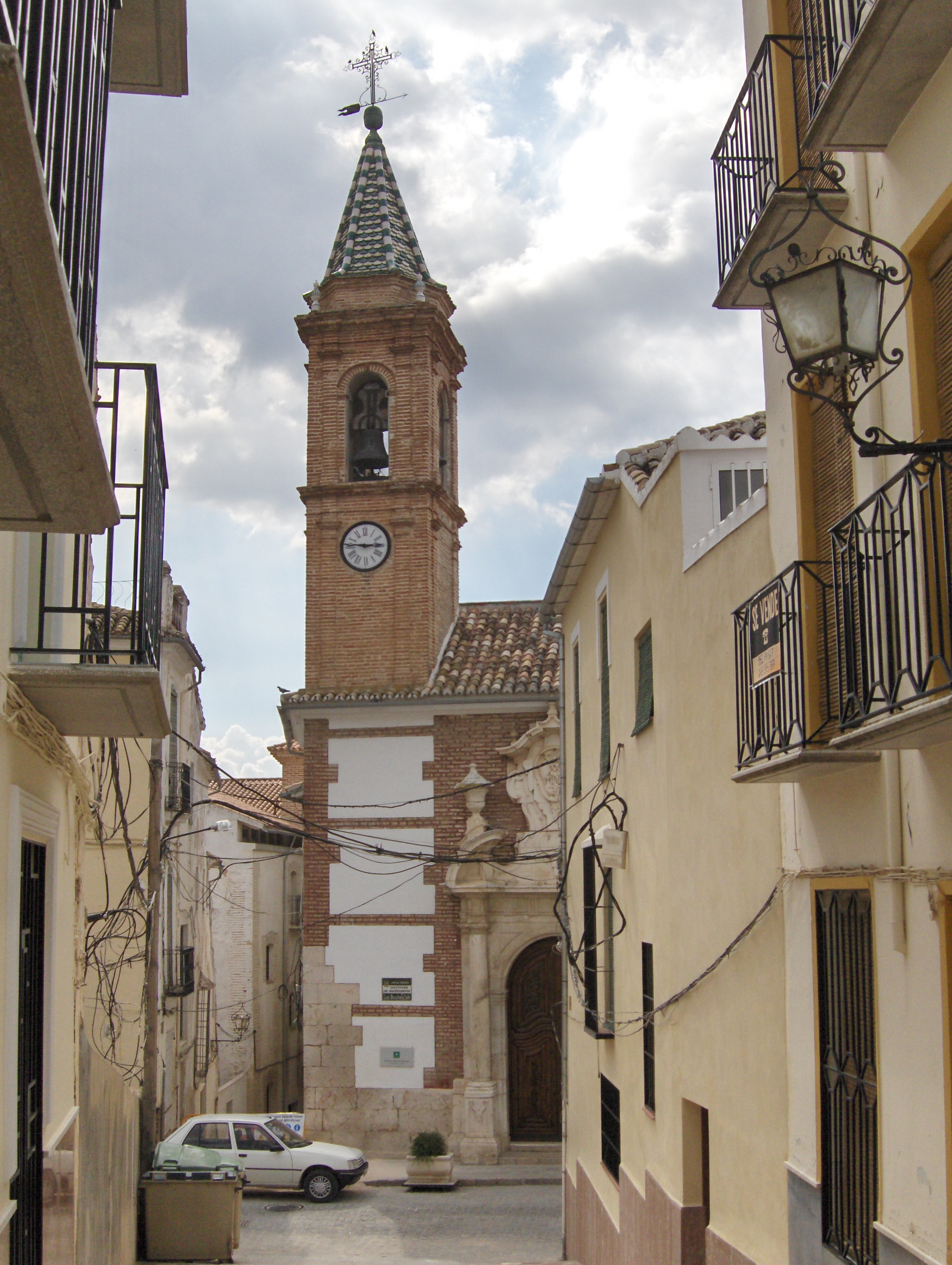
Iglesia de Jesús Nazareno.

Las Escuelas Pías son un inmueble de uso educativo del municipio de Archidona, en la provincia de Málaga, España. Están situadas en el casco histórico de la ciudad, junto a la Iglesia de Jesús Nazareno. Ambos edificios sirven en la actualidad como centro de enseñanza secundaria. 
Las escuelas fueron fundadas en 1757 y la construcción del edificio comenzó en 1759, al mando del maestro alarife Blas del Espíritu Santo. Las obras finalizaron en noviembre de 1794. En sus comienzos el alumnado procedía mayormente de la comarca, poco tiempo después de su inauguración el centro se convirtió en uno de los centros educativos más prestigiosos de Andalucía, atrayendo a estudiantes de diversos lugares. El alumo más conocido fue Blas Infante, que estudió en Archidona entre 1896 y 1900.
Clasificado como de interés histórico artístico, el edificio ocupa un solar de 2.736 m², incluyendo la iglesia adjunta, distribuidos en dos manzanas. El inmueble funcionó como Colegio de las Escuelas Pías hasta 1950 y desde entonces alberga el instituto de enseñanza secundaria Luis Barahona de Soto. 